# Muchajjam Hittin
Muchajjam Hittin (arab.: مخيم حطين) – obóz uchodźców palestyńskich w Jordanii, w muhafazie Az-Zarka. Według danych szacunkowych na rok 2010 liczy 44 432 mieszkańców.